# Eichbach (Murr)
Der Eichbach ist ein Gewässer im Grenzbereich des Landkreises Ludwigsburg und des Rems-Murr-Kreises im mittleren Baden-Württemberg, der nach etwa vier Kilometer langem, südlichem bis südwestlichem Lauf unterhalb von Kirchberg an der Murr von rechts in die untere Murr mündet.

## Geographie

### Verlauf
Der Eichbach entsteht etwa zwei Kilometer nordöstlich des Ortskerns des Marbacher Stadtteils Rielingshausen im Hardtwald am Westfuß des 376,3 m ü. NHN Bülzbergs. An einem Waldwegstern auf etwa 315 m ü. NHN, wenig entfernt von der K 1607 Kleinaspach–Rielingshausen, treffen zwei zwei- bis dreihundert Meter lange Obertälchen zusammen, das flachere von Nordwesten und eine häufig wasserführende Klinge aus dem Nordosten, welche höher am Berg auf etwa 340 m ü. NHN einsetzt.
Der Bach fließt zunächst neben der Kreisstraße ungefähr einen halben Kilometer lang südwärts bis an den Rand der offenen Flur auf etwa 305 m ü. NHN. Ab dort folgt er mit einem bis anderthalb Meter breiten, zuweilen trocken fallenden Bett auf nunmehr südöstlichem Lauf noch einmal so lange im Wald dem Flurrand und nimmt dabei den periodischen Abfluss einer weiteren, fast 700 Meter langen Klinge aus dem Nordosten vom Südabfall des Bülzbergs auf.
Dann kehrt er sich in einem kleinen Erlenwäldchen am Rand der L 1124 Frühmeßhof–Rielingshausen auf nunmehr beständigen Südwestlauf in offener Landschaft. Nach der Straßenunterquerung und der Unterquerung der historischen Salzstraße gleich danach, heute ein Wirtschaftsweg, folgt dem Bach ein Feldweg, jenseits dessen bald rechts ein kleiner Teich von knapp 0,1 ha Größe liegt. Etwa 300 Meter nach der Straße fließt von zuletzt Osten her ein 0,8 km langer Wiesengraben zu, der wenig südlich des Frühmeßhofes beginnt.

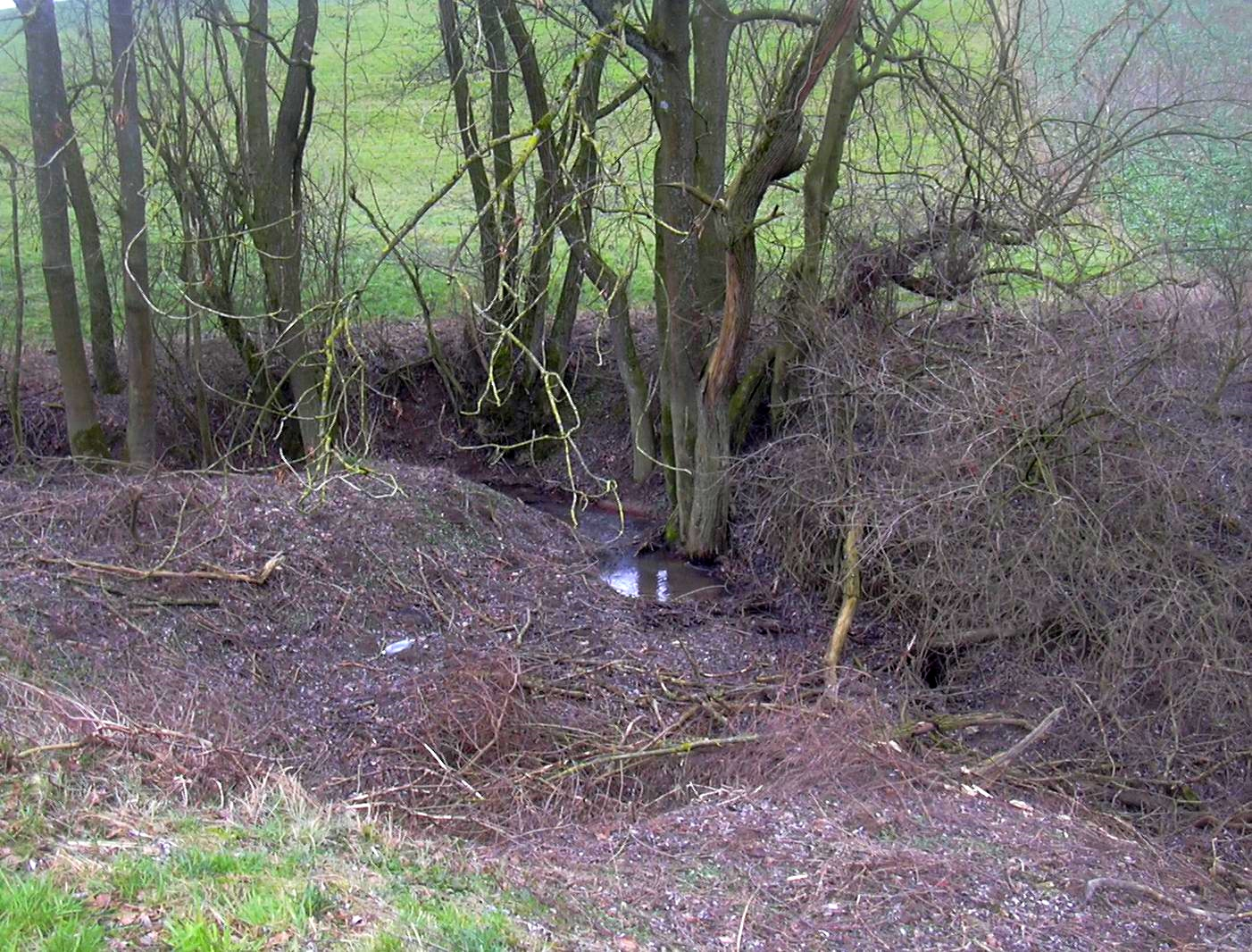
Versinkungsdoline des Eichbachs

Gleich nach dessen Einmündung versinkt der Eichbach im Gewann Schelmenhölzle in einem eng umgebenden Feldgehölz in einer Doline; auf den nächsten etwa dreihundert Metern seines nun deutlich eingetieften, aber zunächst noch flachgründigen Tals gibt es keinen offenen Lauf mehr zu finden, erst wieder am Anfang der sogenannten Eichbachklinge. Diese beginnt zu Füßen des kleinen Hangwalds Büchle am linken Hang, der wenig über den Bach hinweg bis auf den rechten Hangfuß reicht.
Im Waldbereich verstärken den oft trockenliegenden Bach zuweilen zwei Wasserläufe aus dem Osten, zunächst dicht am Waldeintritt ein Waldklingenbach, der auf der linken Randhöhe inmitten der Kirchberger Obertorhöfe seinen Lauf als Feldgraben beginnt. Nach einer kurzen Dolinenfolge am rechten Unterhang liegt am linken ein kleiner, aufgelassenen Muschelkalkbruch. Auf diesen zieht vom Hang herab am Südrand des Büchles eine teils durch einen Graben verbundene Dolinenkette zu, in einer der Dolinen versinkt ein kurzer Wasserlauf, der also wohl meist unterirdisch ebenfalls den Eichbach speist.
Dieser läuft zunächst weiterhin südwestwärts im Wald, über dem aber bald der größte Teil nun auch des linken Hangs Ackerland ist. Ein Fahrweg von Rielingshausen nach Kirchberg an der Murr überquert ihn. Schließlich öffnet sich die Flur für die letzten weniger als einen Kilometer Bachlauf im eigenen Tal. Über Freizeitgrundstücken auf dessen Grund liegen nun am linken Hang Obstwiesen und Felder, am rechten, sonnenexponierten und von vielen alten Weinbergsmauern gegliederten Hang zunächst Obstwiesen und verwilderte Weingärten, später bewirtschaftete Weinberge am Talsporn Eisenberg, die sich um den Sporn herum auch auf dem rechten Murrtalhang fortsetzen.
Nachdem der Bach zwischen dem Eisenberg rechts und dem Engelsberg links die Kirchberger Kläranlage durchlaufen hat, wechselt er unter der K 1834 am rechten Rand des Flussgrundes hindurch in die hier einen Viertelkilometer breite rechte Talaue Brühl der Murr, die er in schnurgeradem Graben quert. Schließlich mündet er auf etwa 204 m ü. NHN gegenüber der Bahnstrecke Backnang–Ludwigsburg von rechts und Nordosten in die untere Murr.
Der Eichbach mündet nach 4,1 km langem Lauf mit mittlerem Sohlgefälle von ca. 27 ‰ etwa 111 Höhenmeter unterhalb seines Ursprungs an der Waldwegegabel.

### Einzugsgebiet
Der Eichbach hat ein 4,1 km² großes Einzugsgebiet, in dem er am Mittellauf deutlich näher der rechten Wasserscheide läuft. Es gehört, naturräumlich gesehen, mit seinen obersten Anteilen im Hardtwald dem Unterraum Südwestliche Löwensteiner Berge der Schwäbisch-Fränkischen Waldberge an, dem bachabwärts ein Streifen des Unterraums Äußere Backnanger Bucht des Neckarbeckens folgt, ehe etwa ab dem Beginn der Eichbachklinge der restliche Anteil zur Gänze im Unterraum Innere Backnanger Bucht der Neckarbucht liegt. Der mit 377,6 m ü. NHN höchste Punkt darin liegt auf der Hochfläche des Bülzbergs an seiner Nordostecke, während der Kaisersberg an der Nordwestecke nur 348,2 m ü. NHN erreicht.
Hier im Norden grenzt außerhalb das Einzugsgebiet der Gäfenklinge an, die über den Kaisersbach und dann den (Steinheimer) Otterbach ein Stück abwärts des Eichbachs ebenfalls in die Murr mündet. Im weiteren Verlauf der rechten, nordwestlichen Wasserscheide liegt zunächst weiter das Kaisersbach-EInzugsgebiet an, später das des Weidenbachs, des in Rielingshausen entstehenden kürzeren und nächsten abwärtigen Murr-Zuflusses. Das Gebiet hinter der linken und südöstlichen Wasserscheide hingegen entwässert im höheren Teil zum langen, flussaufwärts ebenfalls die Murr erreichenden Wüstenbach, der nördlichste Teil hinter dem Bülzberg über dessen Zulauf  Diebsbrunnenbach, im niedrigeren über unbedeutendere Trockentäler oder allenfalls kurze Wasserläufe in und um Kirchberg ebenfalls zur Murr.
Der Wald beschränkt sich fast ganz auf den nördlichen Teil und gehört dort zum weiten und geschlossenen Hardtwald. Sonst steht nur im Büchle am linken Mittellauf noch etwas Wald und in geringer Breite danach auch auf dem Talgrund. Die übrige offene Landschaft steht überwiegend unterm Pflug, die Talgründe des Eichbachs und seines einzigen größeren Zuflusses ausgenommen. Am rechten Talsporn Eisenberg zum Murrtal wird Wein angebaut.
Der Hardtwaldanteil im Norden ist kleinteilig auf mehrere Kommunen zersplittert. Ursprung und oberster Lauf liegen in der kleinen Waldexklave der Gemeinde Pleidelsheim weit im Westen, fast bis an den Lauf heran reicht hier aber von Westen her das Gebiet der Stadt Steinheim an der Murr. Ein kleiner Reststreifen Waldes und das anschließende offene Gebiet rechts des Baches liegen überwiegend in der Gemarkung des Dorfes Rielingshausen, das eine Exklave der ebenfalls recht fernen Gemeinde Marbach am Neckar ist. Auf dem letzten Stück Lauf im Wald liegt links die Waldexklave der Gemeinde Erdmannhausen, östlich derer im Osten ein Zwickel zu einer weiteren, nur Wald umfassenden Exklave Marbachs gehört. Der noch vor dem Rielingshausener größte Teil des Gebietes – dank der größeren Breite nach links am Mittellauf und weil deren Gebiet am Unterlauf bis auf den Eisenberg herüberreicht – gehört aber zur Gemeinde Kirchberg an der Murr, die zum Rems-Murr-Kreis gehört, während alle übrigen genannten im Landkreis Ludwigsburg liegen.
Am Bach selbst gibt es keine Besiedlung, im Einzugsgebiet liegen jedoch zwei landwirtschaftliche Gebäude von Rielingshausen zwischen der Hardtwaldgrenze und der L 1124, der Kirchberger Weiler  Frühmeßhof links am Südrand des Hardtwaldes und dessen zerstreute Aussiedlerhofgruppe Obertorhöfe links auf der Höhe über dem Mittellauf. Das selbst außerhalb liegende Rielingshausen reicht fast bis an die rechte Wasserscheide.

### Zuflüsse und Seen
Liste der Zuflüsse und  Seen von der Quelle zur Mündung. Gewässerlänge, Seefläche, Einzugsgebiet und Höhe nach den entsprechenden Layern auf der Onlinekarte der LUBW. Andere Quellen für die Angaben sind vermerkt.
Ursprung des Eichbachs auf etwa 315 m ü. NHN im Hardtwald am Westfuß des Bülzbergs (376,3 m ü. NHN) an einer Waldweggabel dicht an der K 1607 Kleinaspach–Rielingshausen am Zusammenlauf eines Klingenrisses und einer flachen Talmulde.
- (Klingenriß vom westlichen Bülzberg herab), linker Oberlauf von Nordosten, unter 0,3 km und unter 0,1 km². Entsteht auf etwa 340 m ü. NHN am oberen Westhang des Bülzbergs. Unbeständig wasserführend.
- (Obertalmulde), rechter Oberlauf von Nordwesten, unter 0,3 km und unter 0,1 km². Entsteht auf allenfalls 322 m ü. NHN am Sattel zur Gäfenklinge. Nach Karte ist unklar, ob ein beständiges Bachbett existiert.
- (Klingenriß von südlichen Bülzberg herab), von links und Nordosten auf etwa 297 m ü. NHN am Beginn des Erlenwäldchens vor der L 1124, ca. 0,7 km und ca. 0,3 km². Entsteht auf etwa 323 m ü. NHN im Richtstall am Rand der Marbacher zur Erdmannhausener Waldexklave.
- Passiert auf etwa 294 m ü. NHN einen Teich jenseits des begleitenden Feldwegs am rechten Ufer nach der Unterquerung der L 1124 Frühmeßhof–Rielingshausen, knapp 0,1 ha.
- (Wiesenbach vom Frühmeßhof her), von links und Ostnordosten auf etwa 288 m ü. NHN ca. 0,3 km nach der Unterquerung der L 1124 Frühmeßhof–Rielingshausen, 0,8 km[LUBW 2] und ca. 0,7 km² Entsteht auf etwa 309 m ü. NHN nahe an einem Wasserhäuschen wenig südlich des Frühmeßhofes.
Gleich nach diesem Zufluss verschwindet der Bach im Sinkloch einer Doline.
- (Klingenzulauf im nördlichen Büchle), von links und Osten auf etwa 280 m ü. NHN nach dem Wiedereinsetzen des Bachbetts am Beginn des Klingentalwaldes, ca. 1,0 km und ca. 0,3 km². Entsteht auf etwa 330 m ü. NHN als unbeständig wasserführender Flurgraben an der die Kirchheimer Obertorhöfe miteinander verbindenden Straße.
- (Grabenverbundende Dolinenkette mit zuführendem Wasserlauf am Südrand des Büchles), von links und Osten auf rund 270 m ü. NHN im Bereich eines aufgelassenen Kleinsteinbruchs. ca. 0,3 km[LUBW 6] und ca. 0,3 km². Beginnt auf etwa 310 m ü. NHN.

Mündung des Eichbachs von rechts und Nordosten auf wenig unter 204,1 m ü. NHN im Brühl und gegenüber der Bahnstrecke Backnang–Ludwigsburg abwärts von Kirchberg an der Murr in die untere Murr. Der Bach ist ab seinem Ursprung an der Waldwegegabel 4,1 km lang und hat ein 4,1 km² großes Einzugsgebiet.

## Geologie
Die geologisch höchsten Schichten des Trias liegen an der Nordwest- und vor allem Nordostecke des Einzugsgebietes im Hardtwald. Die Kuppe des Bülzbergs ist von einer Schicht Kieselsandstein (Hassberge-Formation) bedeckt, um die ein Ring von Unteren Bunten Mergeln (Steigerwald-Formation) liegt, um diese wiederum eine breite Zone von Schilfsandstein (Stuttgart-Formation). Gegenüber der obersten Talmulde reicht das Schichtenpaket an der Nordwestecke auf dem etwas niedrigeren Kaisersberg dagegen nur bis zu den Unteren Bunten Mergeln, umgeben von einer nur schmalen Schilfsandsteinzone.
Darunter steht in einigen Schichtinseln der Gipskeuper (Grabfeld-Formation) an bis hinunter gegenüber dem Büchle. Links der Bachmulde dagegen liegt schon nach dem Zulauf des Wiesenbachs vom Frühmeßhof her Lettenkeuper (Erfurt-Formation), ebenfalls in Inseln bis zu den Gipfeln der beiden Sporne am Murrtalrand. Der darunterliegende Obere Muschelkalk setzt in der Talmulde bald nach dem Waldeintritt ein und zieht sich dann kontinuierlich bis zum Talende, wo er bis zur halben Hanghöhe reicht.
Der größte Teil des Einzugsgebietes, abseits der genannten Schichtinseln, ist dagegen von Lösssediment aus quartärer Ablagerung bedeckt, teils in Gestalt von lössführender Fließerde, teils als Lösslehm.
Das auffälligste tektonische Phänomen im Einzugsgebiet ist der Durchgang der ostnordöstlich ziehenden Neckar-Jagst-Furche, einer großräumigen Senkungszone, die hier als tektonischen Graben auftritt mit einem Teil des Bülzbergs in der Grabensenke; dieser gegenüber der Umgebung recht hohe Berg zeigt also Reliefumkehr. Etwa auf der Linie des Wiesengrabens vom Frühmeßhofs her zieht weiter südlich versetzt eine zweite Störung mit der Tiefscholle ebenfalls an der Nordnordwestseite.
Der Obere Muschelkalk im Einzugsgebiet ist offenbar verkarstet, was sich zeigt an der Doline nahe diesem Zufluss, in der der Bach zunächst versinkt. Weitere Dolinen liegen im und nahe am Talgrund im Bereich des Büchles, wo nahe an dessen Südrand vom Hang herab eine Dolinenreihe in einer Mulde zieht, mit ebenfalls einem in einem Dolinenponor verschwindenden Wasserlauf; in Fortsetzung dieser Mulde liegt auf dem Talgrund ein ehemaliger Steinbruch mit bis 8 m hoher Felswand und zwei kurzen Höhlen am Felsfuß.
Diese Doline mit Gewässerzulauf ist als Geotop ausgewiesen, ebenso die Doline im Lauf des Eichbachs, dazu ein aufgelassener Steinbruch auf dem Bülzberg, wo Schilfsandstein in Flutfazies abgebaut wurde und die Störung  an der Nordnordwestseite des tektonischen Grabens aufgeschlossen ist. Einblick in die Schichtenfolge des Oberen Muschelkalks bietet teilweise der Steinbruch am Unterlauf des im Westen benachbarten Weidenbachs, der allerdings mehr und mehr verfüllt wird.

## Natur und Schutzgebiete
Im lössgeprägten rechten Hang am Mittellauf gibt es drei Hohlwege. Im nördlichsten noch nahe der Landesstraßem verläuft die historische Salzstraße, durch den mittleren am Gewann Stöckach zieht ein Feldweg aus Rielingshausen auf den Nordrand des Büchles zu, durch den südlichen läuft der Weg von Rielingshausen nach Kirchberg. Die Trockenmauern am Eisenberg sind etwa zehn Reihen hoch und meist spärlich und mit trockenresistenten Pflanzenarten bewachsen.
Es gibt fünf Naturdenkmale im Einzugsgebiet, den kleinen Erlenbruch zwischen dem Südrand der Hardtwaldes und der Landesstraße, den Hohlweg mit der Salzstraße, die Versinkungsdoline des Eichbachs und die andere in der Dolinenreihe am Südrand des Büchles sowie eine Sumpfwiese im noch folgenden Klingenwald.
Der Hardtwald liegt im „Hardtwald, Kaisersbachtal, Rohrbachtal, Benning und Harzberg sowie Bottwartal zwischen Großbottwar und Kleinbottwar mit angrenzenden Gebieten“ genannten Landschaftsschutzgebiet. Wenig südlich von diesem setzt an der Versinkungsdoline des Baches das Landschaftsschutzgebiet „Unteres Murrtal“ ein, das sich mit Einschluss der tieferen Hanglagen und der zwei Sporne zum Murrtal bis zur Mündung hinunter erstreckt, ausgenommen nur einige Freizeitgrundstücke im wieder offenen Untertal.

### LUBW
Amtliche Online-Gewässerkarte mit passendem Ausschnitt und den hier benutzten Layern: Karte von Lauf und Einzugsgebiet des Eichbachs

Allgemeiner Einstieg ohne Voreinstellungen und Layer: Daten- und Kartendienst der Landesanstalt für Umwelt Baden-Württemberg (LUBW) (Hinweise)
1. 1 2 3  Höhe nach dem Höhenlinienbild auf dem Hintergrundlayer Topographische Karte.
2. 1 2 3  Länge nach dem Layer Gewässernetz (AWGN).
3. 1 2  Einzugsgebiet nach dem Layer Basiseinzugsgebiet (AWGN).
4. 1 2 3  Höhe nach schwarzer Beschriftung auf dem Hintergrundlayer Topographische Karte.
5. 1 2  Seefläche nach dem Layer Stehende Gewässer.
6. 1 2  Länge abgemessen auf dem Hintergrundlayer Topographische Karte.
7. ↑  Einzugsgebiet abgemessen auf dem Hintergrundlayer Topographische Karte.
8. ↑  Höhe nach blauer Beschriftung auf dem Hintergrundlayer Topographische Karte.
9. ↑  Schutzgebiete nach den einschlägigen Layern, Natur teilweise nach dem Layer Biotop.

### Andere Belege
1. ↑  Modellierte Werte nach Abfluss-BW Gewässerknoten MQ/MNQ
2. 1 2  Historische Ortsanalyse von Rielingshausen auf der Site des Landesdenkmalamtes.
3. ↑  Friedrich Huttenlocher, Hansjörg Dongus: Geographische Landesaufnahme: Die naturräumlichen Einheiten auf Blatt 170 Stuttgart. Bundesanstalt für Landeskunde, Bad Godesberg 1949, überarbeitet 1967. → Online-Karte (PDF; 4,0 MB)
4. ↑  Hansjörg Dongus: Geographische Landesaufnahme: Die naturräumlichen Einheiten auf Blatt 171 Göppingen. Bundesanstalt für Landeskunde, Bad Godesberg 1961. → Online-Karte (PDF; 4,3 MB)
5. ↑  Geologie nach der unter → Literatur aufgeführten geologischen Karte und nach den Layern zu Geologische Karte 1:50.000 auf: Mapserver des Landesamtes für Geologie, Rohstoffe und Bergbau (LGRB) (Hinweise)
6. ↑  Geotopbeschreibung der Doline im Büchle mit Schluckloch auf der Website des LGRB.
7. ↑  Geotopbeschreibung der Doline im Schelmenhölzle auf der Website des LGRB.
8. ↑  Geotopbeschreibung des Steinbruchs auf dem Bülzberg auf der Website des Landesamtes für Geologie, Rohstoffe und Bergbau (LGRB).
9. ↑  Geotopbeschreibung des Steinbruchs am unteren Weidenbach auf der Website des LGRB.